# Iaido
Iaido, jap. iaidō. Poznat i pod nazivima iaijutsu ili battojutsu predstavlja japansku mačevalačku borilačku veštinu koja neguje lepotu i gracioznost rukovanja tradicionalnom japanskom sabljom, katanom. Izvedba se sastoji od formi, koje uključuju izvlačenja sablje iz korica, zadavanja rezova oštricom i udaraca drškom zamišljenom protivniku, brisanja (zamišljene) krvi s oštrice i vraćanja sablje u korice, a sve se izvodi izrazito brzim, glatkim, i preciznim pokretima. 